# 1491
1491 је била проста година.

## Догађаји

### Новембар
- 25. новембар — Окончан је Гранадски рат потписивањем мира и Гранаде између Краљевине Кастиље и Арагона и Гранадског емирата.